# 近藤昭仁

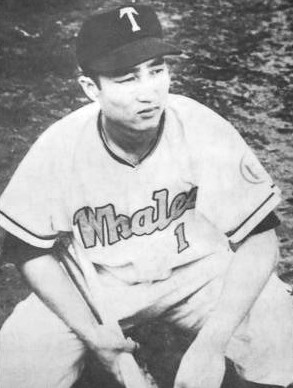
近藤昭仁照片（摄于1961年）

近藤昭仁（日语：／ Kondo Akihito，1938年4月1日—2019年3月27日），出生於香川県高松市，日本棒球選手，曾經效力於日本職棒橫濱DeNA灣星等隊伍，於1973年退休，生涯通算65支全壘打。
1998年擔任千葉羅德海洋監督期間，曾創下隊史18連敗的難堪紀錄，這是近藤繼飯田徳治、別当薫、根本陸夫後，史上第4位在兩聯盟都墊底的監督。近藤在去職的記者會上曾發表一段讓羅德球迷都很憤怒的感言：「好想到強一點的球隊當監督喔…」不過這已經不可能了，近藤昭仁因為這18連敗讓其他球隊都敬而遠之，從此再也沒當過監督。